# Məmməd İsgəndərov
Məmməd Əbdül oğlu İsgəndərov (ur. 17 grudnia 1915 we wsi Eyvazlı w guberni jelizawetpolskiej (obecnie okolice Gandży), zm. 28 maja 1985 w Baku) – radziecki i azerski polityk, przewodniczący Rady Ministrów Azerbejdżańskiej SRR w latach 1959-1961, przewodniczący Prezydium Rady Najwyższej Azerbejdżańskiej SRR w latach 1961-1969.
1940 ukończył Azerbejdżański Instytut Przemysłowy, później został doktorem nauk geologicznych i mineralogicznych, 1941-1943 w Armii Czerwonej, od 1943 w WKP(b), partyjny organizator w instytucjach przemysłu naftowego, 1945-1948 I sekretarz Komitetu Rejonowego Komunistycznej Partii (bolszewików) Azerbejdżanu w Baku, 1948-1949 zastępca ministra kontroli państwowej Azerbejdżańskiej SRR, następnie dyrektorował kilku wielkim przedsiębiorstwom naftowym, 1953 główny inżynier w "Aznefcie", 1953-1954 I sekretarz miejskiego komitetu partyjnego w Baku, 1954-1959 sekretarz KC Komunistycznej Partii Azerbejdżanu. Od 10 lipca 1959 do 29 grudnia 1961 przewodniczący Rady Ministrów Azerbejdżańskiej SRR. Następnie do 25 grudnia 1969 przewodniczący Prezydium Rady Najwyższej Azerbejdżańskiej SRR. Od 31 października 1961 do 29 marca 1966 kandydat na członka KC KPZR, od 8 kwietnia 1966 do 30 marca 1971 członek Centralnej Komisji Rewizyjnej KC KPZR. 1969-1971 dyrektor jednego z instytutów Akademii Nauk Azerbejdżańskiej SRR, 1971-1974 kierownik laboratorium w instytucie, następnie na emeryturze. Deputowany do Rady Najwyższej ZSRR od 4 do 7 kadencji. Odznaczony trzema Orderami Lenina.